# 義大利武裝部隊
意大利軍隊（義大利語：Forze armate italiane, 發音：[ˈfɔrtse arˈmaːte itaˈljaːne]；缩写：FF.AA），简称義軍，指意大利的武裝部隊，由意大利总统领导的最高国防委员会所管辖。
意大利軍隊起源于意大利皇家陸軍（建立于1861年5月4日），二战后意大利于20世纪60年代建立国防部并将全軍划分为陆海空三军。2000年宪兵从陆军中整建制独立，继而成为继陆海空三军之后的第四军种。意大利軍以国土防卫为主要任务并积极参与北约框架下的协同任务。截止2014年意大利全軍总兵力约174,000人（含宪兵约278.000人）。座右铭为“Una Vis”（一致同声）纪念日为每年11月4日。

## 地面部隊
意大利陆军是意大利共和國的陸上武裝部隊。2004年7月29日後，已經轉變成由全部115,687名志願兵組成的職業軍隊，在參與聯合國維持和平行動中，意大利陸軍比較知名的裝備有半人馬裝甲車（Centauro），和Ariete公羊主戰坦克，標槍步兵戰車，和奧古斯塔A129野馬直升機「貓鼬」型武裝直升機。意大利陸軍還裝備著大量的豹1型坦克和M113裝甲運輸車。

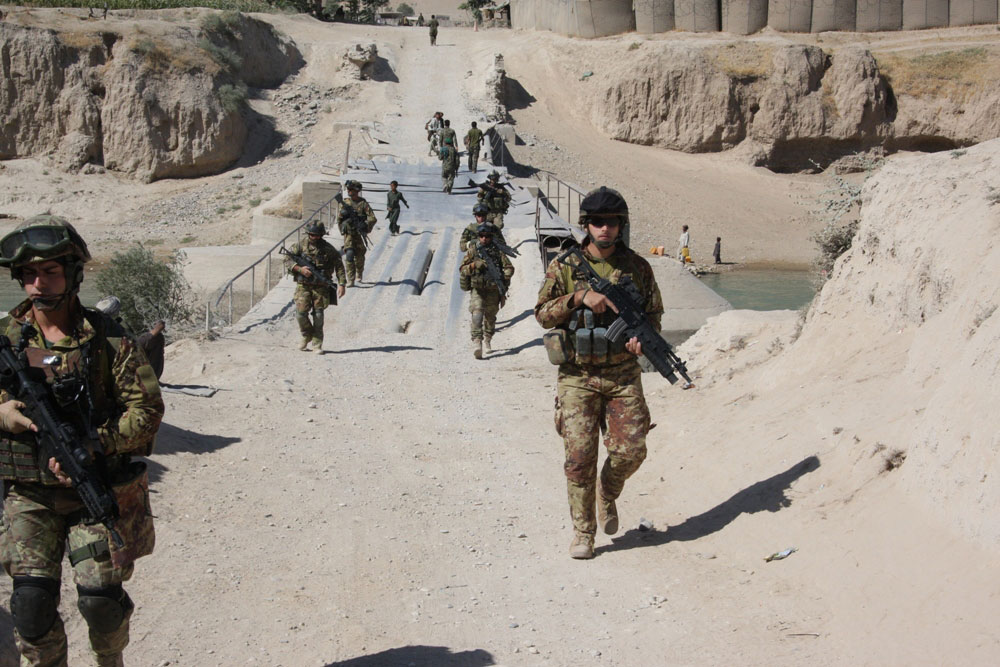
參與攻打阿富汗的義大利軍

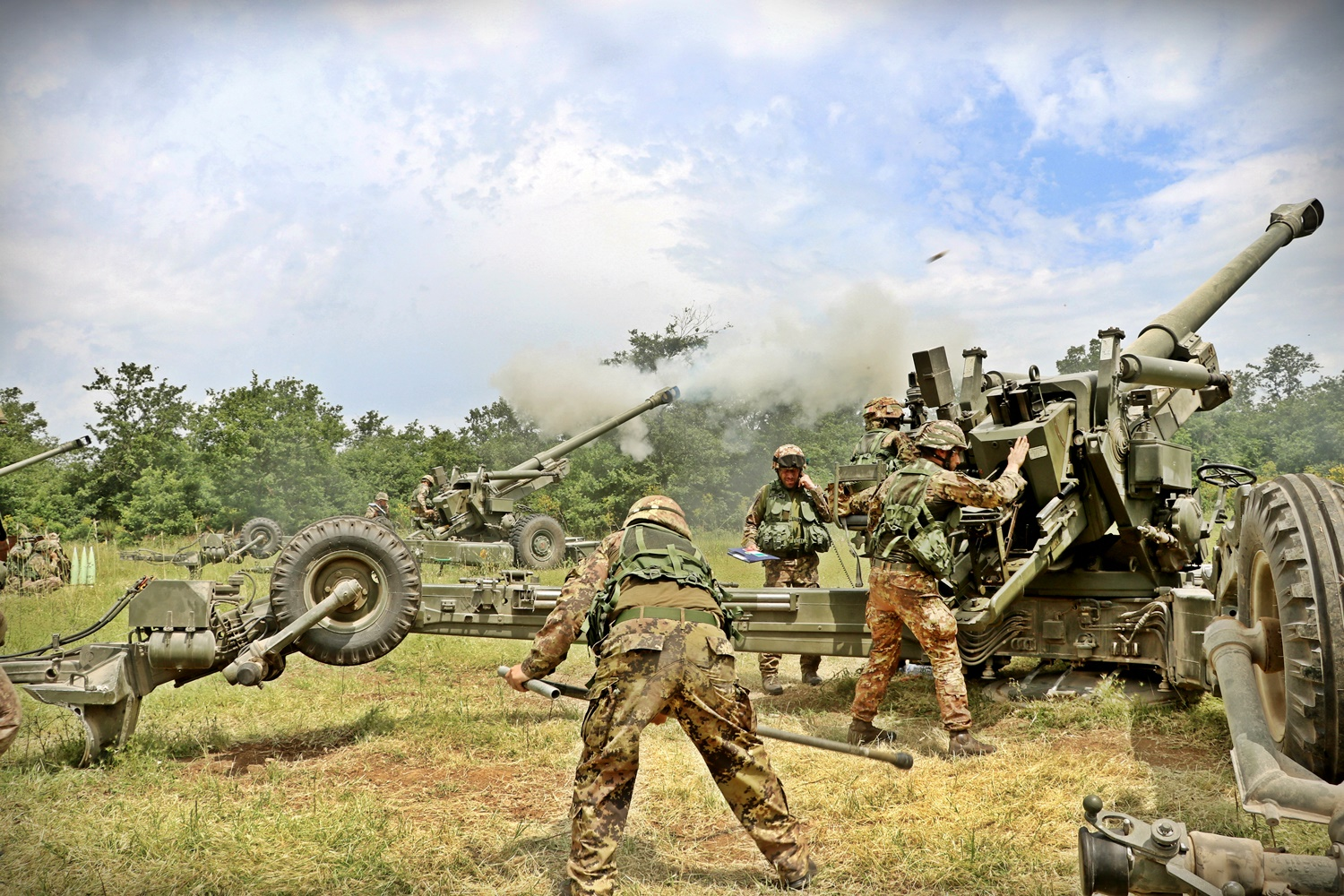
第一砲兵營

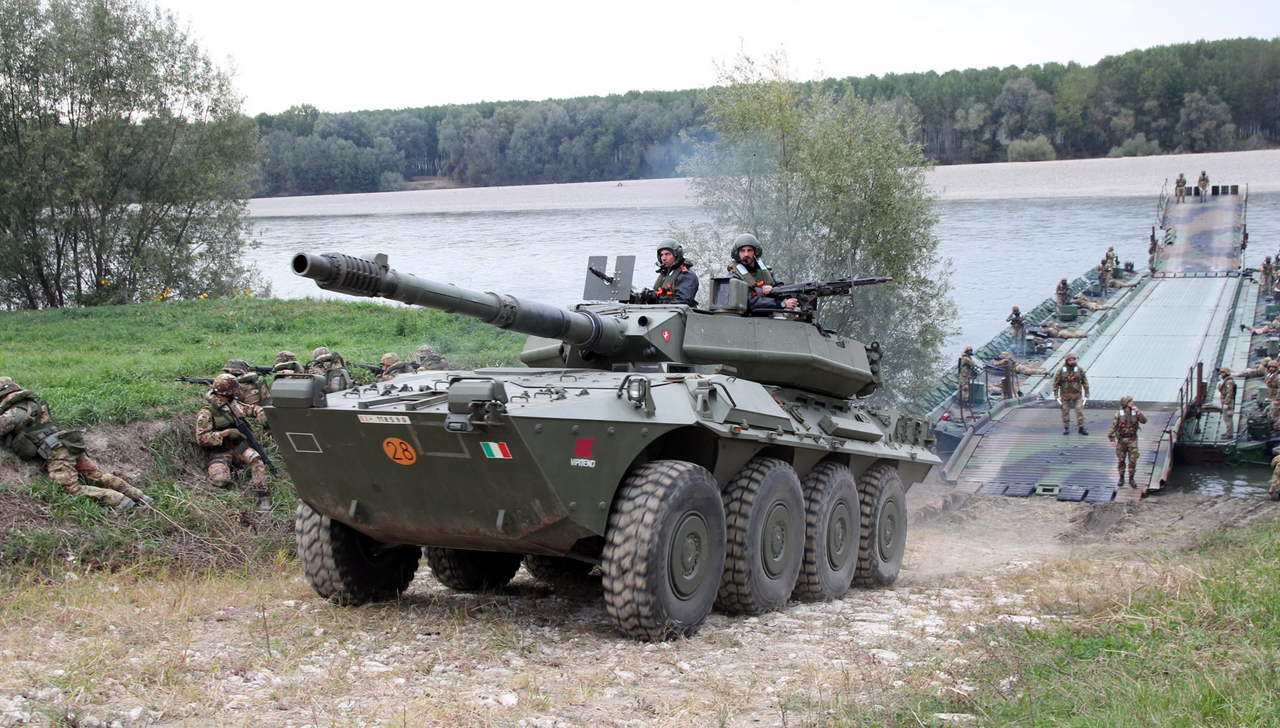
半人馬裝甲車

### 支援部隊

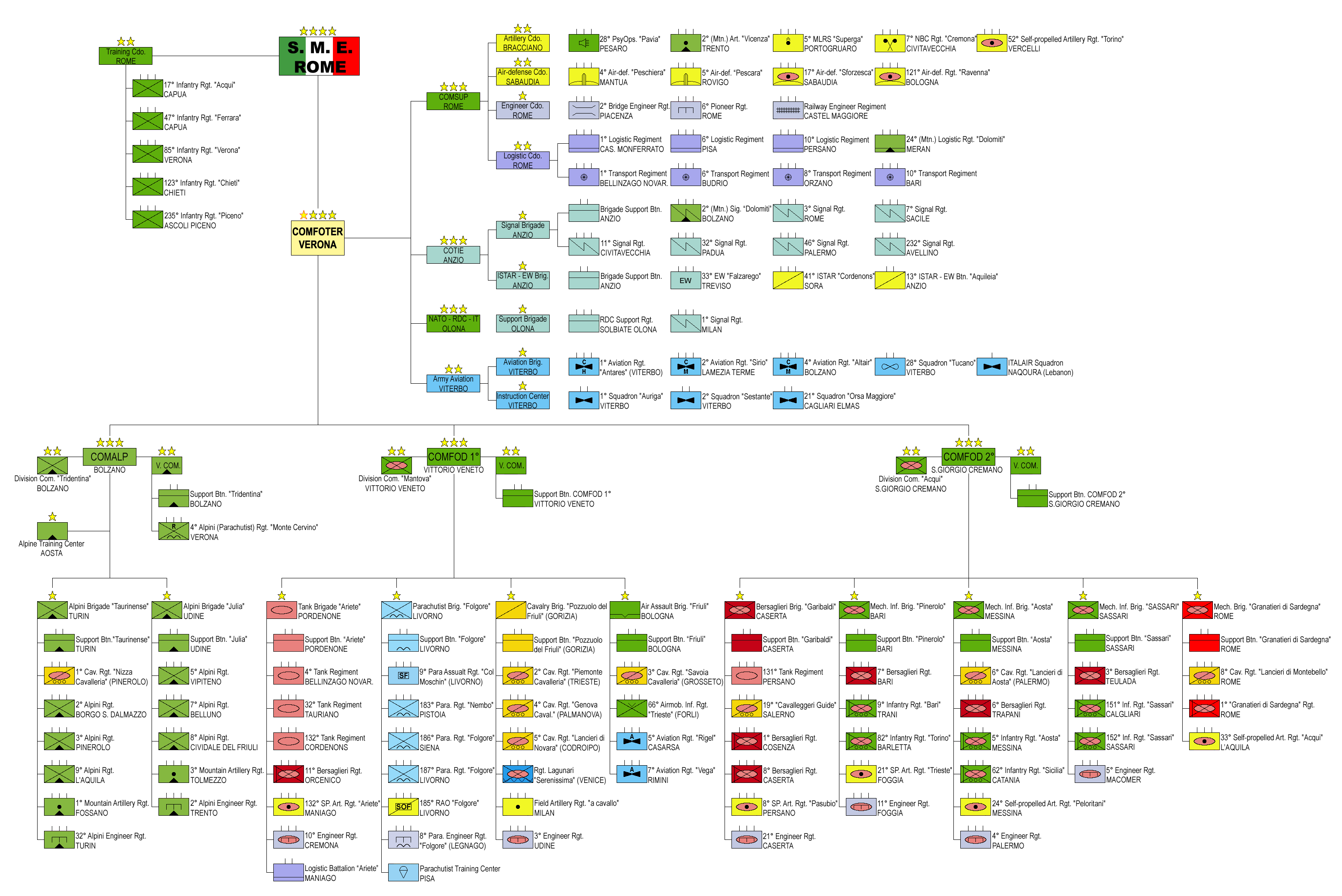
意大利共和國陸軍的編製圖

| 部隊名稱   | 本部駐防地                     | 所屬單位                                                                               |
| ---------- | ------------------------------ | -------------------------------------------------------------------------------------- |
| 平地砲兵旅 | 格鲁阿罗港 （威尼托）          | 一個平地砲兵團、一個M270多管火箭炮系統兵團、一個自走砲兵團、一個廣播連隊、一個心戰連隊 |
| 防空旅     | 帕多瓦 （威尼托）              | 四個防空團                                                                             |
| 工兵旅     | 烏迪內 （弗留利-威尼斯朱利亞） | 三個工兵團                                                                             |
| 後勤支援旅 | 特雷維索 （威尼托）            | 四個勤務支援團、四個後勤運輸團                                                         |
| 陸軍航空旅 | 維泰博 （拉齊奧）              | 三個陸軍航空直升機連隊，一個特種作戰直升機中隊，一個固定翼飛機中隊                     |
| 通信旅     | 安濟奧 （拉齊奧）              | 七個通信（情報）團，一個旅部支援營                                                     |

## 空中部隊

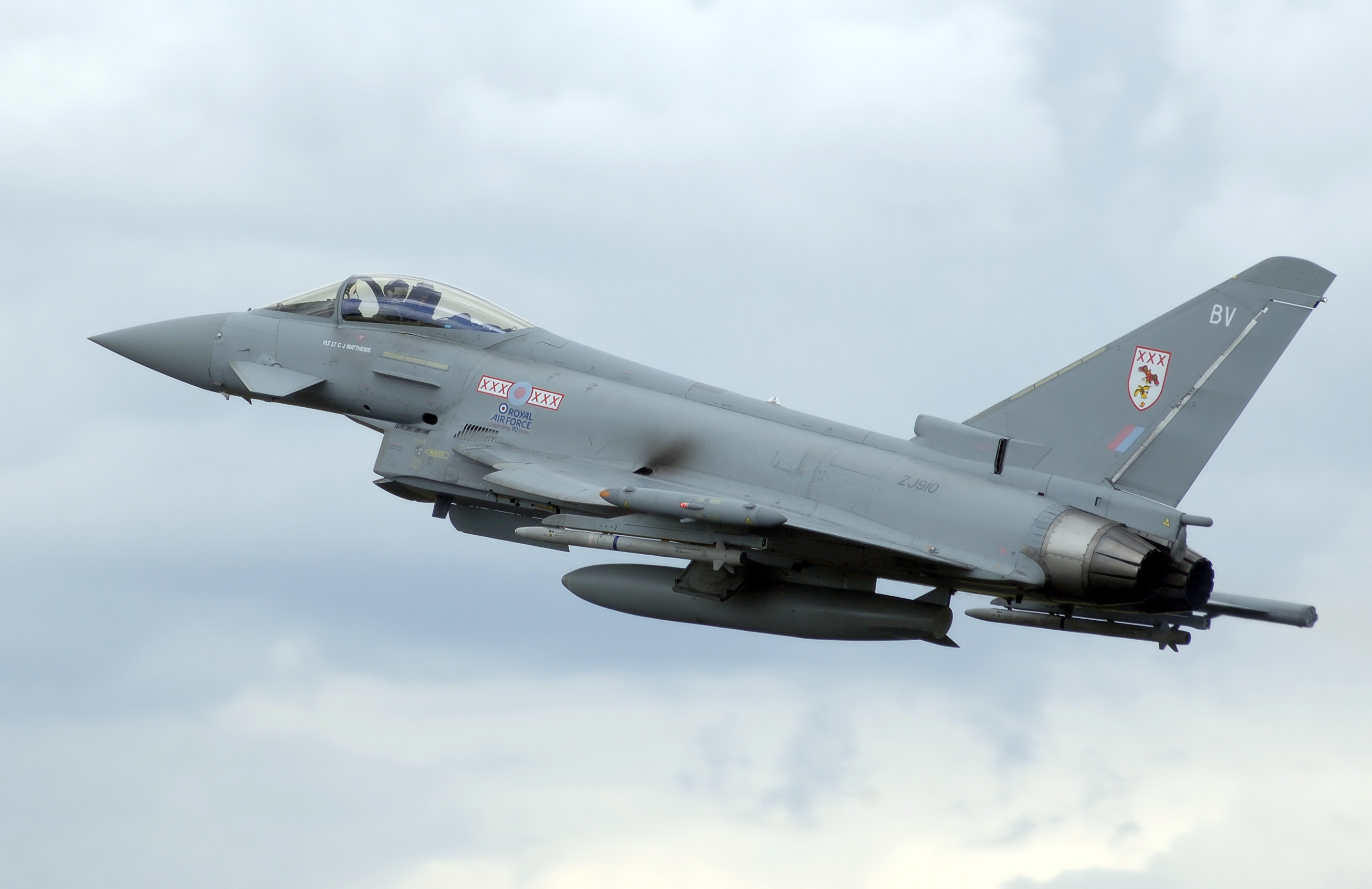
EF2000-颱風戰鬥機

意大利空军（AMI）由意大利國王維托里奧·埃馬努埃萊三世以意大利皇家空軍的名稱，作為一個獨立的軍種創立於1923年3月28日。二戰後，經過公民投票，Regia Aeronautica被改成現在這個名字。今天，AMI總兵力45,879人，擁有585架飛機，其中包括219架戰鬥機和114架直升機。作為「狂風」戰鬥機的繼任者和權宜之計。
AMI已經租用了30架F-16A Block 15戰鬥機和4架 F-16B Block 10 戰鬥機，而且保有租用更多數量的選擇權，已於2012年退租返還美國。另外，AMI已經購買了F-35閃電II戰鬥機。
近年來，也有關於意大利空軍將採購121架颱風戰鬥機以取代F-16的報導。
此外，預計中還包括對「狂風」戰鬥機和AMX攻擊機的現代化改造。AMI的運輸能力由擁有22架C-130J的全新的G222大隊組成， 被稱為C-27J 斯巴达人 （12架的訂單），將替換G222現在所擁有的飛機。

## 海上部隊

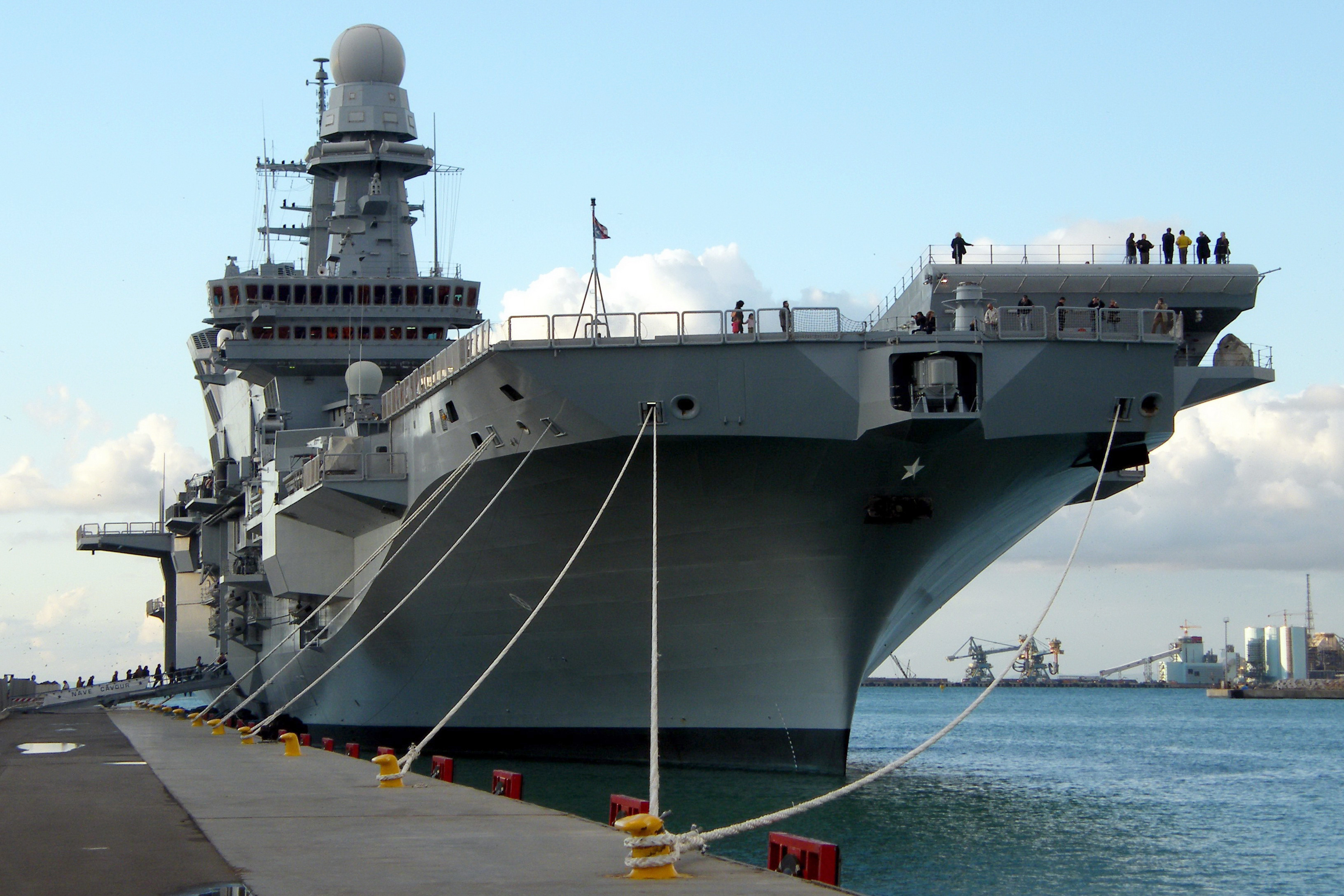
意大利海軍最新的加富爾號航空母艦

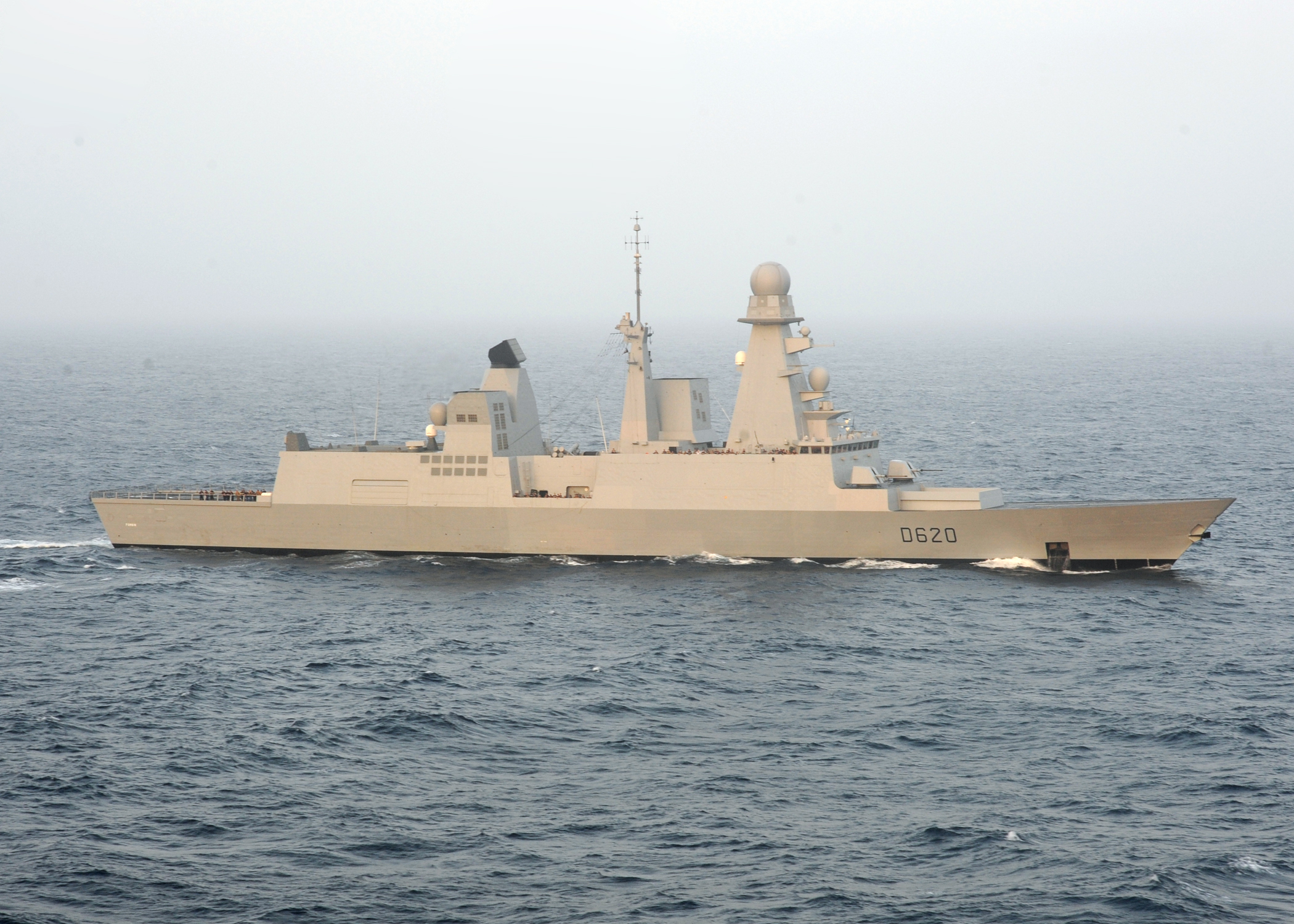
意大利海軍地平線級驅逐艦

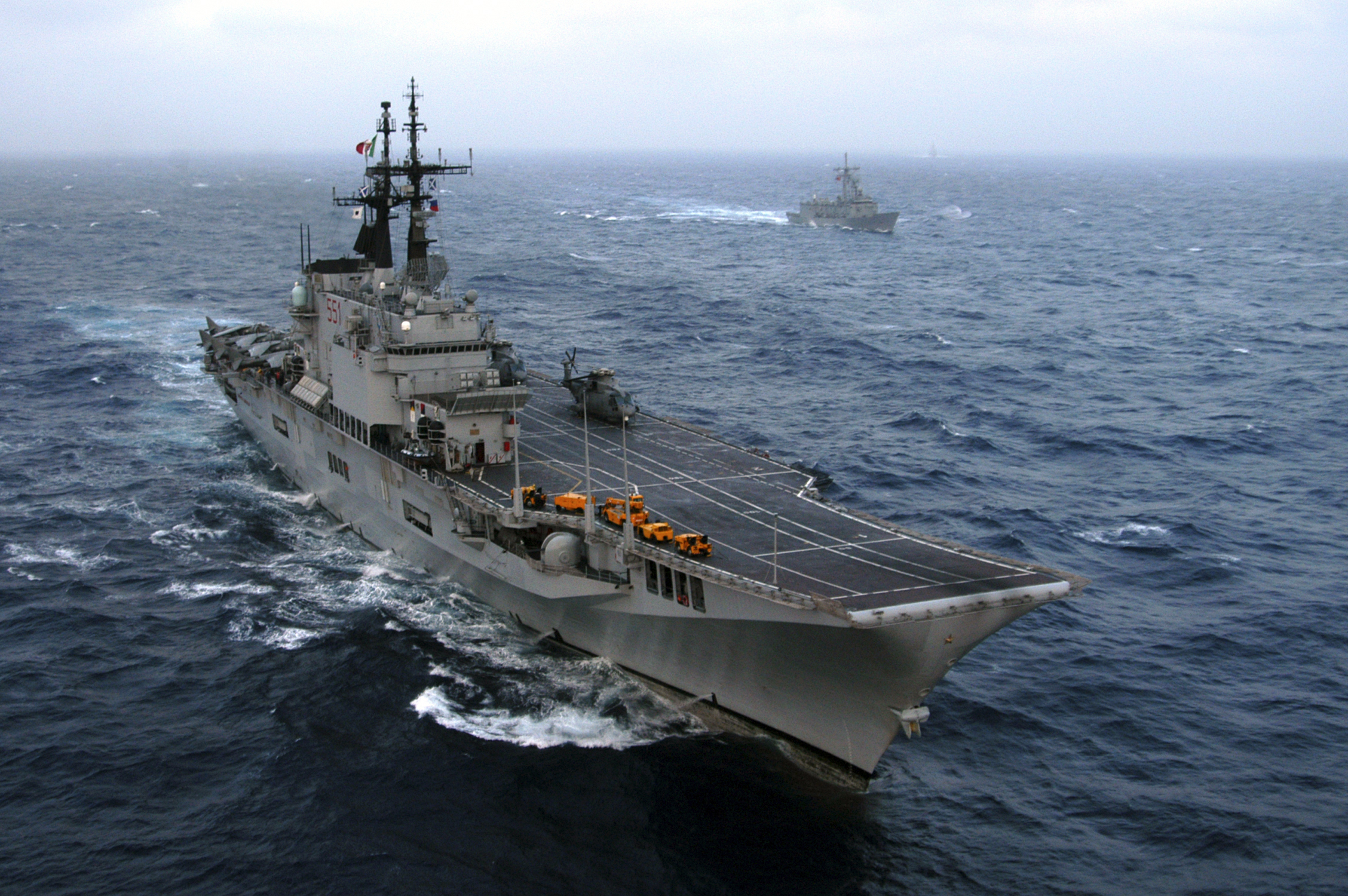
加里波底號航空母艦

意大利海軍是義大利四大軍種之一，成立於1946年，前身是Regia Marina（意大利皇家海軍）。今天，意大利海軍是一支擁有35,261人和各種艦種，包括航空母艦，驅逐艦，護衛艦，潛艇，兩棲戰鬥艦等等的現代化海軍。
意大利海軍正在裝備更大的航空母艦（加富爾號航空母艦），新的驅逐艦，潛艇和多功能護衛艦。在現代，意大利海軍作為北約的一部分，參加了許多維持和平的聯合行動。意大利海軍被認為是排名世界第4的海軍。

## 國家憲兵部隊
意大利宪兵部队是意大利的憲兵和軍事警察部隊。在2004年的G8會議中，其應要求建立一個中心以培訓在國際維和行動中的民事警察。